# SV Großräschen
SV Großräschen is een Duitse voetbalclub uit Großräschen, Brandenburg.

## Geschiedenis
De club werd in 1945 opgericht als SG Großräschen en is de opvolger van de clubs Vorwärts en Alemannia. In 1949 werd de naam ZSG Großräschen aangenomen. Na een derde plaats in de Landesliga Brandenburg in 1949 werd de club het volgende seizoen na een zege tegen ZSG Textil Cottubs kampioen van Brandenburg en nam deel aan de kwalificatie voor de DDR-Oberliga, maar slaagde hier niet in en ging in de plaats naar de nieuwe tweede klasse, de DS-Liga (later DDR-Liga). De naam werd gewijzigd in BSG Chemie Großräschen en in 1954 in BSG Aufbau Großräschen. De club speelde tot 1956 in de tweede klasse en eindigde steeds in de middenmoot. De volgende jaren speelde de club voornamelijk in de II. DDR-Liga en de Bezirksliga Cottbus. In 1972 promoveerde de club nog één keer naar de DDR-Liga, maar moest meteen weer een stap terugzetten met slechts zes punten.
Na de Duitse hereniging fuseerde de club met Aktivist Großräschen-Süd tot SV Rekord Großräschen. De club speelde eerst in de Verbandsliga Brandenburg en zakte langzaam weg naar de lagere reeksen. In 1994 werd de huidige naam aangenomen.